# Fuerza luz
La Fuerza Luz es un concepto ficticio que aparece en los cómics estadounidenses publicados por Marvel Comics.

## Descripción
Fuerza Luz es el nombre dado a una fuerza de energía que es la contraparte de la Fuerza Oscura, su opuesto en todos los sentidos. Mientras que la Fuerza Oscura es corrupta, la energía de la Fuerza Luz es depuradora, deriva de la fuerza vital y es capaz de purgar toxinas, drogas y otras sustancias malignas, así como curar enfermedades, inestabilidad mental e inhibiciones criminales. También se puede usar de manera ofensiva, como se ve con las dagas ligeras características de Tandy Bowen.
El uso excesivo de los poderes curativos relacionados con la Fuerza Luz debilita al usuario, dejándolo potencialmente vulnerable al ataque. Los usuarios de Fuerza Luz también son vulnerables a la energía Fuerza Oscura, que puede desactivarlos. Los portadores de la Fuerza Oscura también pueden alimentarse de la energía de la Fuerza Luz, como se ve con la relación simbiótica entre Cloak y Dagger.
Los portadores de la Fuerza Luz afectados por el toque corruptor de Señor Negativo, derivado de la Fuerza Oscura, se convertirán ellos mismos en portadores de la Fuerza Oscura, y viceversa.

## Portadores de la Fuerza Luz
Las siguientes personas han ejercido la Fuerza Luz:
- Dagger - genera una forma de luz viva que en realidad es una fuerza vital.
- Señor Negativo (Martin Li) - un villano de Spider-Man que obtuvo sus poderes de los mismos experimentos que hizo Dagger (ver arriba).
- Anti-Venom - el resultado de los restos del simbionte Venom que se infunden con el poder Fuerza Luz de Martin Li y se fusionan con los leucocitos de su anfitrión.
- Señor de la Luz - el padre de Tandy, quien la abandonó con su madre Melissa y aprendió a absorber y distribuir luz para herir a inocentes. Es asesinado por el Depredador de la Dimensión Oscura.

## En otros medios

### Televisión

#### Animación
La Fuerza Luz aparece en Ultimate Spider-Man: Web Warriors, episodio "Cloak and Dagger". Spider-Man pudo traer de vuelta a Cloak usando las dagas de luz de Dagger para exonerar la influencia de Dormammu. Los tres se encuentran con White Tiger, Iron Fist y Doctor Strange y se ven obligados a luchar contra ellos; Dagger ayuda a romper el hechizo sobre ellos con sus poderes. Puño de Hierro y White Tiger reciben mejoras de sus trajes gracias a la luz de Dagger.

#### Acción en vivo
La Fuerza Luz  ha aparecido en programas de televisión ambientados en Marvel Cinematic Universe:
- La Fuerza Luz aparece en Cloak & Dagger como parte del poder de Tandy Bowen y Mayhem.[5] Cuando la Corporación Roxxon descubrió una mezcla peculiar de elementos Fuerza Luz y Fuerza Oscura debajo de Nueva Orleans, la compañía construyó una plataforma petrolera y una red de tuberías que abarcaba toda la ciudad. Un día, la plataforma petrolera explotó y emitió una onda de choque que golpeó a Tandy Bowen, dándole poderes basados en Fuerza Luz. Durante un brote en Nueva Orleans, Brigid O'Reilly estuvo expuesta a una mezcla de Fuerza Luz y Fuerza Oscura lanzada por la Corporación Roxxon. Luego fue disparada por James Connors y cayó al agua, la conmoción provocó que se dividiera en dos seres. Una versión de Brigid fue rescatada y puesta en recuperación, pero perdió su motivación, rabia y habilidades de puntería. La otra emergió del agua sola, llena de rabia y fuerza sobrehumana, pero sin empatía ni inhibiciones morales.
- En Runaways, Cloak y Dagger aparecen en un episodio cruzado centrado en la Fuerza Luz. En "Devil's Torture Chamber", se ve cuando Tandy descubre la continua devoción de Nico por Karolina y también ve que Alex quiere tener los poderes de sus amigos, pero dice que fue la Dimensión Oscura la que lo hizo.